# 郑少三
郑少三（1949年2月—），男，汉族，安徽凤阳人，中华人民共和国政治人物，中国共产党党员，第十一届全国人民代表大会湖北地区代表。

## 生平
1982年1月，毕业于安徽师范大学滁州分校中文专业。1986年9月起，先后任安徽省嘉山县副县长、副书记、县长。1991年10月，任安徽省固镇县委书记。1993年5月，任安徽省蚌埠市委常委。1994年11月，任蚌埠市委副书记。1997年1月，任安徽省安庆市委副书记。1998年1月，任安庆市人民政府市长。
1998年12月起，先后任湖北省荆门市委副书记、市长、书记、市人大常委会主任。2002年7月，任湖北省宜昌市委书记、宜昌市人大常委会主任。2003年5月，任中共湖北省委常委、政法委书记，省公安厅厅长。2008年1月，任湖北省高级人民法院院长。